# Asmir Ikanović
Asmir Ikanović (* 30. April 1976) ist ein ehemaliger bosnischer Fußballspieler und nunmehriger -trainer.

## Karriere

### Als Spieler

#### Verein
Ikanović wechselte zur Saison 1999/2000 vom FK Budućnost Banovići zum NK Čelik Zenica. Für Čelik Zenica absolvierte er in drei Spielzeiten 76 Partien in der Premijer Liga, in denen er zwölf Tore erzielte. Besondere Aufmerksamkeit erhielt der Defensivspieler für zwei Tore von der Mittellinie aus im Frühjahr 2002. Zur Saison 2002/03 wechselte er zum österreichischen Bundesligisten Schwarz-Weiß Bregenz. In drei Saisonen kam er zu 60 Einsätzen in der Bundesliga, aus der er mit Bregenz 2005 allerdings abstieg, woraufhin sich der Verein nach einem Konkurs auflöste.
Daraufhin beendete Ikanović seine Profikarriere und wechselte zur Saison 2005/06 nach Oberösterreich zur fünftklassigen Union Weißkirchen. Mit Weißkirchen stieg er 2007 in die OÖ Liga auf. Insgesamt kam er zu 52 Ligaeinsätzen für die Mannschaft. Im Januar 2008 wechselte er zur fünftklassigen Union Baumgartenberg, für die er in dreieinhalb Jahren 88 Mal zum Einsatz kam und 30 Tore erzielte. Zur Saison 2011/12 schloss der Bosnier sich dem achtklassigen ASKÖ Luftenberg an. Für Luftenberg spielte er 24 Mal in der 2. Klasse. Zur Saison 2012/13 wechselte er zur ebenfalls achtklassigen SV Urfahr. Mit den Linzern stieg er zu Saisonende in die 1. Klasse auf. In der Aufstiegssaison wurde der gelernte Abwehrspieler mit 24 Toren gar Torschützenkönig der 2. Klasse Nordmitte. In der Folgesaison erzielte er 20 Tore in der 1. Klasse und war damit zweitbester Torschütze der Gruppe Mitte.
Zur Saison 2014/15 wechselte Ikanović wieder in die niedrigste Spielklasse zum ASV Hagenberg. In Hagenberg verbrachte er fünf Spielzeiten, in denen er 107 Partien in der 2. Klasse machte und 65 Tore erzielte. Nach der Saison 2018/19 beendete er seine Karriere als Aktiver. Später setzte er sich in der Saison 2021/22 noch als Trainer der SPG St. Georgen/Langenstein selbst ein.

#### Nationalmannschaft
Ikanović debütierte im März 2000 in einem Testspiel gegen Jordanien für die bosnische Nationalmannschaft. Bis zu seinem letzten Einsatz im September 2002 spielte er zwölfmal im Nationalteam.

### Als Trainer
Im Januar 2022 wurde Ikanović Trainer der achtklassigen SPG St. Georgen/Langenstein.

## Sonstiges
Im Frühjahr 2005 wurde Ikanović von der Neuen Vorarlberger Tageszeitung vorgeworfen, gemeinsam mit seinen Teamkollegen Almir Tolja und Dejan Grabič an Spielmanipulationen rund um den Fußball-Wettskandal 2005 beteiligt gewesen zu sein, woraufhin das Trio die Zeitung verklagte.